# Ольга Греческая (1903—1997)
Ольга Греческая и Датская (греч. Όλγα της Ελλάδας και Δανίας); 11 июня 1903 — 16 октября 1997) — греческая принцесса из рода Глюксбургов, дочь принца Греции Николая и Великой княгини Елены Владимировны, жена регента Югославии Павла Карагеоргиевича.

## Ранние годы

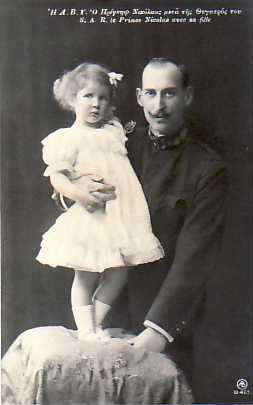
Принцесса Ольга с отцом

Принцесса Ольга была старшей дочерью греческого принца Николая и его жены Елены Владимировны. Она родилась в королевской резиденции Татои через год после свадьбы родителей. Через некоторое время у Ольги появились две младшие сестры — Елизавета и Марина. Все трое в будущем прославились редкой красотой.
В 1917 году после отречения короля Греции Константина семья принца Николая также покинула страну, переехав в Швейцарию, а затем во Францию.

## Брак и дети
22 октября 1923 года принцесса Ольга вышла замуж за брата короля Югославии Павла Карагеоргиевича. Церемония бракосочетания проходила в Белграде.
У пары родилось трое детей:
- Александр -  родился через 10 месяцев после свадьбы, первая супруга Мария Пия Савойская, 4 детей; вторая супруга принцесса Лихтенштейна Барбара Элеонора, один сын
  - Димитрий (р. 18 июня 1958), не женат, бездетен;
  - Михаил (р. 18 июня 1958), не женат, бездетен;
  - Сергий  (р. 12 марта 1963), 2 брака, есть внебрачный сын от Кристианы Барруты Галеотти:
    - Умберто Эммануэль Димитрий (р. 03 февраля 2018);

  - Елена (р. 12 марта 1963) была замужем за Тьери Гобером, трое детей; с 2018 года замужем за Станисласом Фужероном.
    - Милена (род. 1988)
    - Настасья (род. 1991)
    - Леопольд (род. 1997)

  - Душан Карагеоргиевич (род. 1977). женат на Валерии Демузио
- Николай (1928-1954), погиб в автомобильной аварии недалеко от Виндзора
- Елизавета (род. 1936), была замужем трижды, от первого брака две дочери, от второго брака сын
  - Кэтрин Оксенберг
  - Кристина Оксенберг.
  - Николас.

В 1934 году князь Павел стал регентом при малолетнем короле Югославии Петре II. Он правил страной до подписания Тройственного пакта со странами оси 25 марта 1941 года в Вене. Это решение вызвало бурные протесты в Белграде и при поддержке пробритански настроенных политиков и офицеров Пётр II был провозглашён полноправным правителем. После вторжения гитлеровских войск Павел с семьёй эмигрировал сначала в Грецию, затем — в Египет. Вскоре британские войска перевели его под домашний арест в Найроби. Ольга последовала за мужем. В 1943 году из-за проблем Павла со здоровьем им разрешили переехать в Йоханнесбург. В 1947 году во время государственного визита короля Георга VI в Южную Африку состоялось примирение изгнанников с британским двором. В 1948 году, получив новые документы, семья прибыла в Швейцарию.
В январе 1955 умерла от рака её сестра Елизавета.
Ольга и Павел подолгу жили в Париже.
В 1976 году в возрасте восьмидесяти трёх лет умер муж Ольги Павел Карагеоргиевич. Вместе они прожили более полувека. Брак оказался счастливым и гармоничным.
Принцесса Ольга скончалась в 1997 году от болезни Альцгеймера. Ей было 94.
Она похоронена рядом с мужем на кладбище Буа-де-Во в Лозанне.

## Родословная
| Предки 1. Ольги Греческой            | Предки 1. Ольги Греческой                              | Предки 1. Ольги Греческой                                      |
| ------------------------------------ | ------------------------------------------------------ | -------------------------------------------------------------- |
| 2. Отец: Николай Греческий и Датский | 4. Дед: Георг I                                        | 8. Прадед: Кристиан IX                                         |
| 2. Отец: Николай Греческий и Датский | 4. Дед: Георг I                                        | 9. Прабабка: Луиза Гессен-Кассельская                          |
| 2. Отец: Николай Греческий и Датский | 5. Бабка: Ольга Константиновна                         | 10. Прадед по женской линии: Константин Николаевич             |
| 2. Отец: Николай Греческий и Датский | 5. Бабка: Ольга Константиновна                         | 11. Прабабка по женской линии: Александра Иосифовна            |
| 3. Мать: Елена Владимировна Романова | 6. Дед по женской линии: Владимир Александрович        | 12. Прадед по женской линии: Александр II                      |
| 3. Мать: Елена Владимировна Романова | 6. Дед по женской линии: Владимир Александрович        | 13. Прабабка по женской линии: Вильгельмина Гессенская         |
| 3. Мать: Елена Владимировна Романова | 7. Бабка по женской линии: Мария Мекленбург-Шверинская | 14. Прадед по женской линии: Фридрих Франц II                  |
| 3. Мать: Елена Владимировна Романова | 7. Бабка по женской линии: Мария Мекленбург-Шверинская | 15. Прабабка по женской линии: Августа Рейсс-Шлейц-Кестрицская |

## Титулы
- 11 июня 1903—22 октября 1923 — Её Королевское Высочество принцесса Ольга Греческая и Датская
- 22 октября 1923—16 октября 1997 — Её Королевское Высочество принцесса Ольга Югославская

## Интересные факты
- Через свою дочь принцессу Елизавету (родилась в 1936 году) приходится бабушкой американской актрисе Кэтрин Оксенберг.
- Из-за подписанного в 1941 году Павлом пакта с Германией, У. Черчилль назвал его «пособником фашистов и предателем». Поэтому несмотря на хорошие личные отношения с королём Георгом и королевой Елизаветой, Ольга и её муж не получили приглашение на свадьбу принцессы Елизаветы с кузеном Ольги, принцем Филиппом Греческим[2]. По той же причине отсутствовала на свадьбе и её младшая сестра, Елизавета Греческая.

## Фотографии

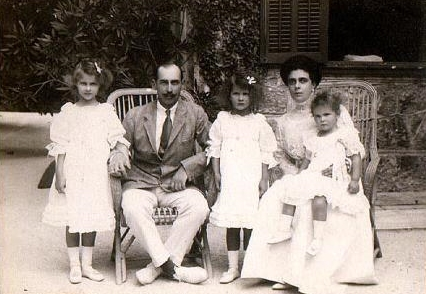
Принцесса Ольга с родителями и сёстрами
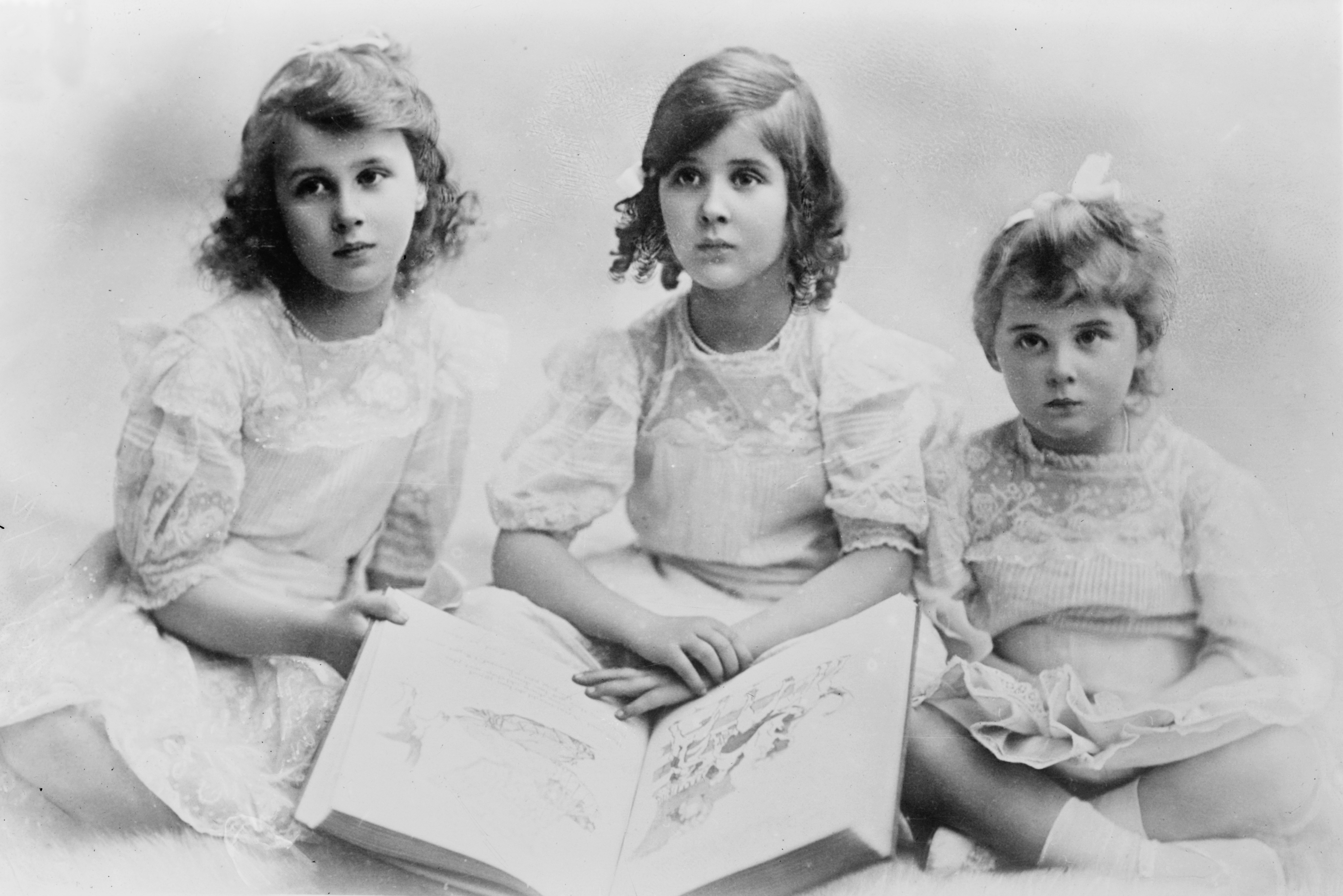
Принцесса Ольга (слева) с сёстрами
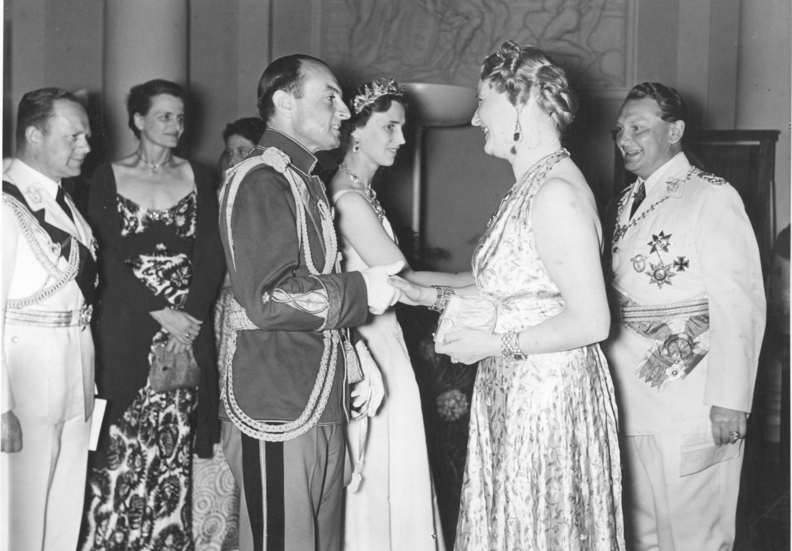
Павел Карагеогиевич и принцесса Ольга на встрече с Германом Герингом и его женой Эмми
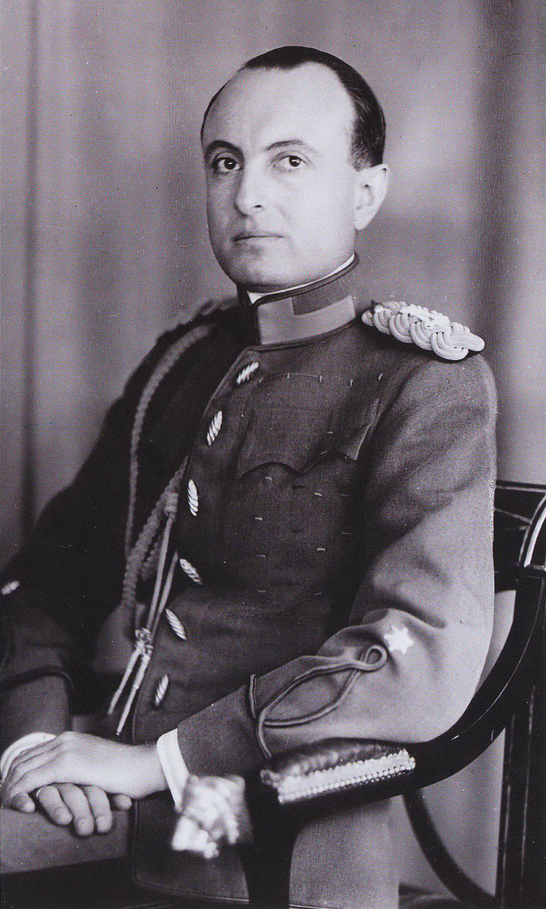
Муж Ольги - Павел Карагеоргиевич